# Антонова Лариса Іллівна
Лариса Іллівна Анто́нова (нар. 2 лютого 1961, Георгієвськ) — українська художниця.
Член Спілки художників України з 1993 року.
Лауреат муніципальної премії 2012 року «Художник року» Харків.
Меценат Харківського Художнього Музею.

## Біографія
Народилася 2 лютого 1961 року у місті Георгієвську Ставропольського краю. Протягом 1977—1981 років навчалася в Миргородському керамічному технікумі, була ученицею Т. Гамиріної, Л. Статкевича, С. Мисака.
З 1985 року працювала художником 1-ї категорії на Будянському фаянсовому заводі.
1987 року закінчила курси Ленінградського вищого художнього училища імені Віри Мухіної.
Мешкає у Харкові.

## Творчість
Працює у галузі художньої кераміки.
Монументальна кераміка, мала пластика, 
- «Мир та злагода» (1983);
- «Чайна церемонія» (1985);
- «Політ» (1985);
- «Родина кицьок» (1986);
- «Ню» (1988);
- «Годинник» (1989);
- «Чайники» (1989);
- «Жнива» (1989);
- «Вітер» (1989);
- композиція «Пісковий годинник» (1989, шамот, солі);
- композиція «Покинута наречена» (1990);
- «Дама з міста» (2001);
- пласт «Три попередження» (1991);
- пласт «Не-безпека» (1991);
- кашпо «Квіткарка» (1993);
- пласт «Самураї сваряться» (1993);
- пласт «Час перемоги» (1993);
- «Садиба» (1993);
- скульптура «Зграйка ангелів» (1995);
- набір для вина «Гайдамацький» (1995);
- «Старість» (1996);
- скульптура «Спомин про море» (1998);
- чайний набір «Садиба» (1999);
- пласт «Сирена» (1999);
- пласт «Мої друзі у Харкові» (1999).

*Учасник міжнародних, національних, зональних симпозіумів та виставок.
Бере участь у міжнародних та всеукраїнських виставках.
*Персональні виставки відбулися в Харкові у 1992, 1993, 1995 роках.
Окремі роботи художниці зберігаються в
*Міжнародному Музеї кераміки, Чехія, Бехіне
*Галерея «Nova Cin» Чехія
*Музеї сучасної кераміки Польща, Болеславець
*Національному Музеї Гончарства, Опішне
*Харківських художньому та історичному музеях.
музеї Миргородського фахового коледжу імені Миколи Гоголя,
Приватні колекції в Німеччині, Данії, Франції, Японії та Кореї

## Фільми
Про творчість художниці Харківський телецентр випустив фільми «Паралелі» (1992) та
«Кераміка Лариси Антонової» (1993).